# Julián Maunoir
Julián Maunoir (1 de octubre de 1606, Saint-Georges-de-Reintembault, Francia- 28 de enero de 1683, Plévin, Bretaña) (también Julien; bretón: Juluan Maner), fue un sacerdote de la compañía de Jesús francés, conocido como el "Apóstol de Bretaña", que fue beatificado en 1951 por el Papa Pío XII.  La Iglesia católica conmemora su onomástico el 29 de enero y el 2 de julio.

## Primeros años

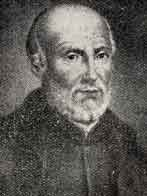

En 1620, a los catorce años ingresó en el colegio de los jesuitas de Rennes y en 1625 a los diecinueve años pasó a la misma Compañía de Jesús pero ahora en París, donde sus profesores le hablaban frecuentemente de los jesuitas misioneros en China, Japón y Canadá.Estudió filosofía en La Fleche y en 1630 fue asignado al colegio de Saint-Ives en Quimper, Bretaña, donde enseñó latín y griego. Fue compañero de los posteriores santos Isaac Jogues y Gabriel Lalemant, y él aspiraba a convertirse en misionero entre los pueblos de Canadá. 
Durante su período de formación sacerdotal en la Compañía de Jesús, estudió la lengua bretona con el fin de enseñar la fe a los campesinos bretones. Trabajó duro y en 2 meses ya dominaba lo suficiente como para poder predicar en bretón. Maunoir es considerado un destacado ortógrafo de la lengua bretona y ha aportado para completar una gramática bretona. Fue asignado a predicar en las aldeas de Bretaña hasta que se fue a Tours para comenzar sus estudios teológicos previos a la ordenación. 
Decidió no ir a las misiones extranjeras, ya que estuvo a punto de morir debido a una infección en uno de sus brazos, que llegó a gangrenarse. Recibió la unción de los óleos, el 24 de diciembre, donde prometió dedicar su vida a predicar la salvación de Dios a los bretones si recuperaba su salud. La infección cesó casi de inmediato. No había duda de lo que Dios le estaba pidiendo. Maunoir continuó sus estudios teológicos en Bourges con Louis Lalemant, seguidos de un año en Rouen. Hizo algo de trabajo misionero en Normandía y un año de enseñanza de literatura en el Colegio de Nevers. Fue ordenado sacerdote en 1637. 

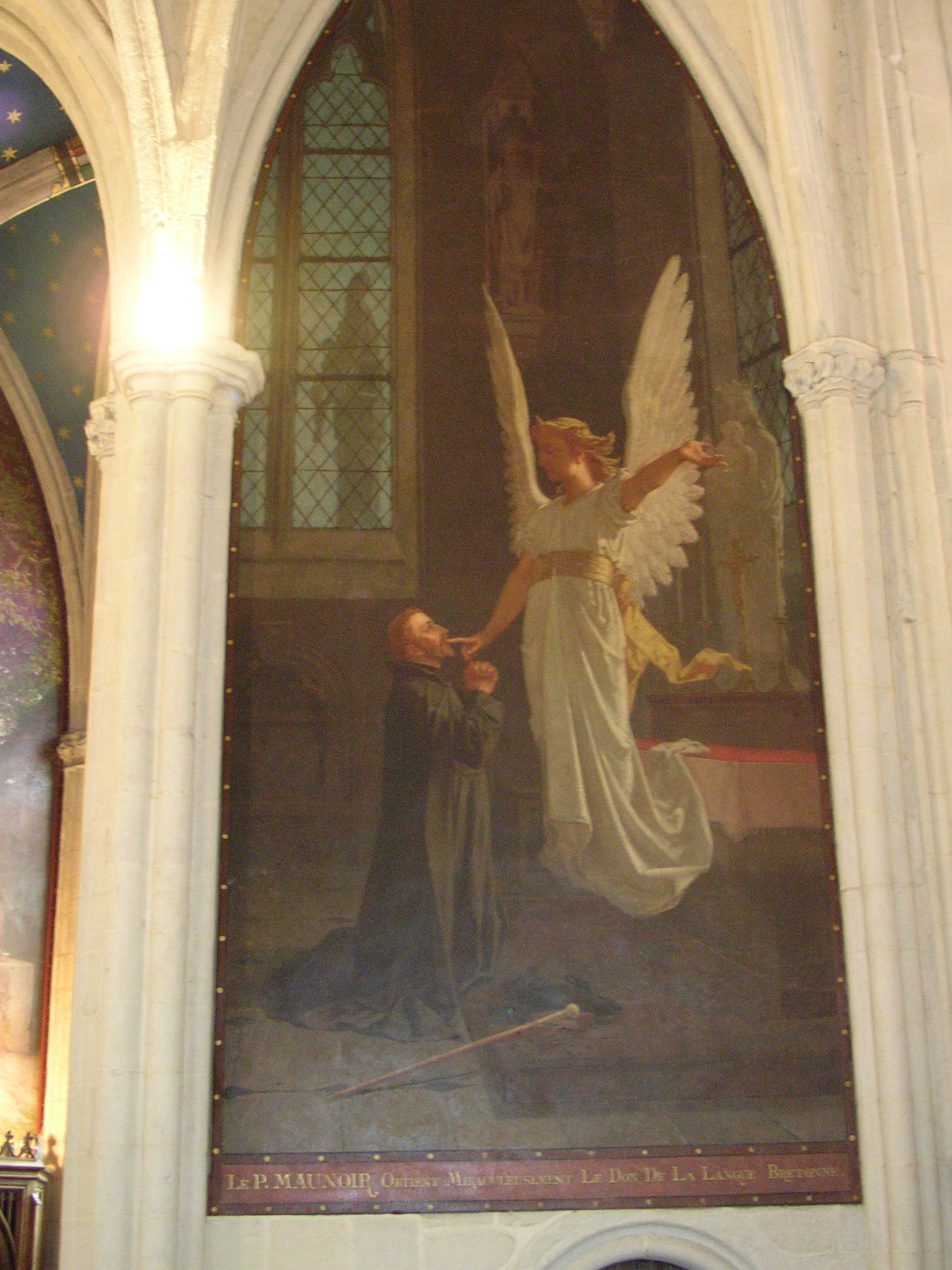
El padre Julien Maunoir obtuvo milagrosamente el don de la lengua bretona.

## Ministerio sacerdotal

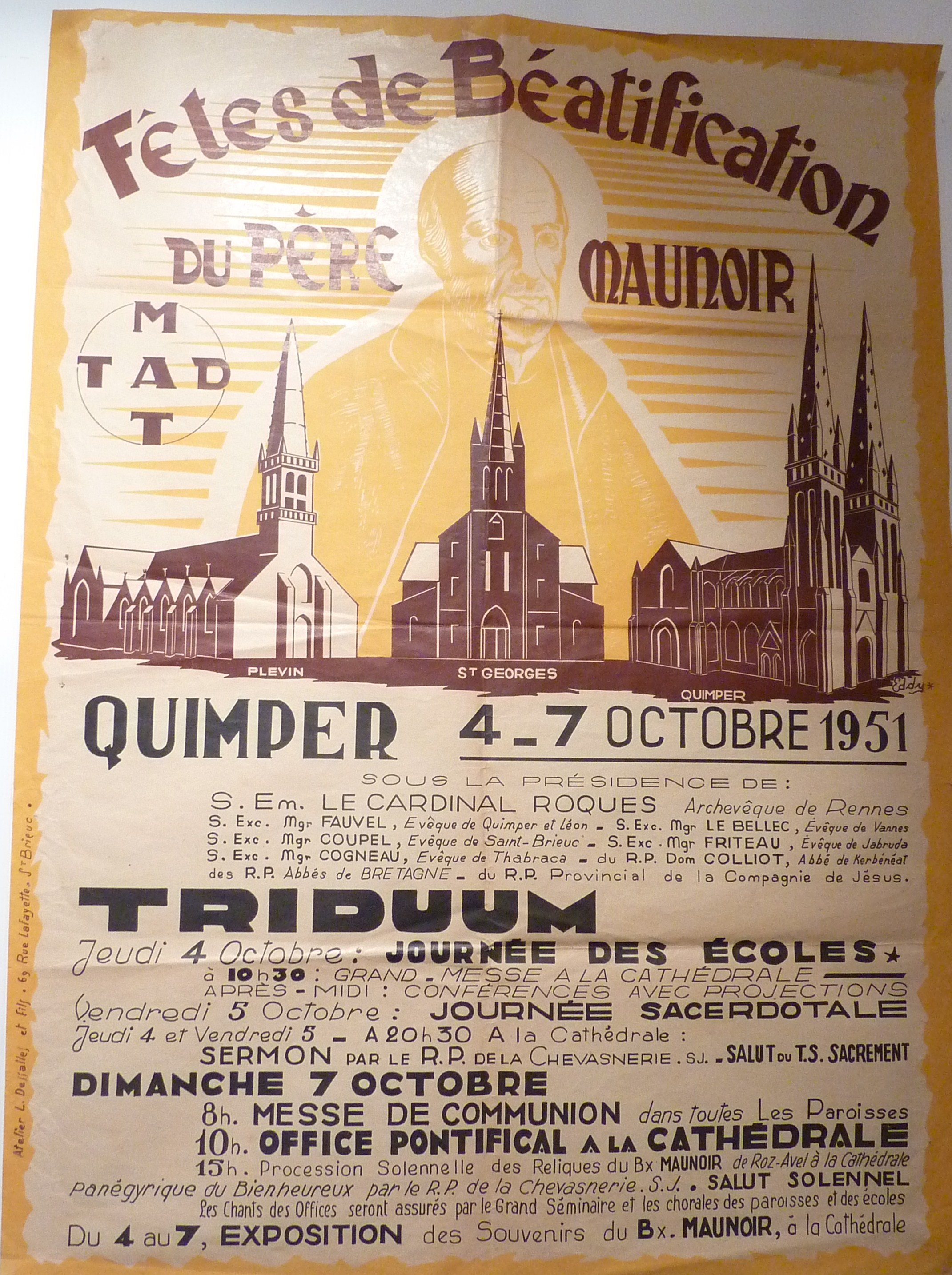
Invitación a la fiesta de la Santificación de Julien Maunoir

En 1640 regresó a Bretaña y fue asignado nuevamente a Quimper, encontrándose para suceder al ya enfermo sacerdote que misionaba en la baja Bretaña, al venerable Michael le Nobletz ya próximo a jubilarse. Maunoir decidió seguir los métodos empleados por Le Nobletz con los pobres trabajadores, campesinos y pescadores de la península. Se descubrió que Maunoir era especialmente apto, para la difícil tarea de evangelizar a los pobres de Bretaña. Junto con su compañero Pierre Bernard. Ambos eran los únicos 2 sacerdotes en Bretaña. Maunoir trabajó entre los pobres, los campesinos y pescadores tanto en poblados de tierra firme como en varias de las islas, en las cuales no habían recibido la visita de algún sacerdote desde hacía varios años. Los dos hacían misiones de 4 a 5 semanas. Maunoir trabajó como misionero entre el pueblo bretón durante 43 años con 400 misiones y logró dar un significado cristiano a lo que se habían convertido en costumbres piadosas. 
Maunoir, junto con Bernard, congregaron de 5,000 a 10,000 personas en cada misión y en ocasiones hasta 30,000. Según algunos contemporáneos, los feligreses debían reservar una cita para el confesionario con diez días de antelación. Maunoir solía realizar una "predicación emocional”, que aunque era un instrumento secundario era capaz de arrastrar multitudes en un momento dado, misma que incluía ayudas visuales a colores, gráficos con la vida y pasión de Cristo y alegorías de “El Caballero Errante”, “Las 6 ciudades de Refugio”, “Los 3 Árboles” representaciones dramáticas del “Padre Nuestro”, de los "7 pecados capitales", o sobre los dolores y tormentos del infierno, tras lo cual los nuevos conversos acudieron a confesar sus pecados en masa. También usaban himnos algunos compuestos por Maunoir. Así despertaba la imaginación popular y cualidades poéticas de los humanos. Esto produjo procesiones y representaciones populares con actores que encarnaban las prédicas y los oyentes “hasta lloraban de emoción”. Hubo quien se quejó e tanta emotividad, pero los obispos apoyaron su continuación. Todo esto sucedía en el idioma bretón, que hizo reavivar la devoción de los santos bretones. Así la evangelización de la comarca, estuvo apoyada por numerosos milagros, y prodigios; algunos realmente convincentes y otros hasta fantásticos.
Algunos sacerdotes jóvenes solicitaban seguir trabajando con Julien como tutor. En 1651 ya había formado a 7, en 1665 eran 300 y en 1683, ya había formado ahí mismo a casi 1,000 nuevos evangelizadores, mismos que los organizó como los “misioneros bretones”, para que continuaran las obras pastorales que él había iniciado. El clero bretón cooperó con los jesuitas y se sometieron espontáneamente a la rigurosa disciplina que les impuso Julián. 
En 1675, tras la represión de la revuelta del papel timbré por parte de las tropas reales, Maunier afirmó con orgullo: "El temor de Dios era tan eficaz como la amenaza de las armas". 

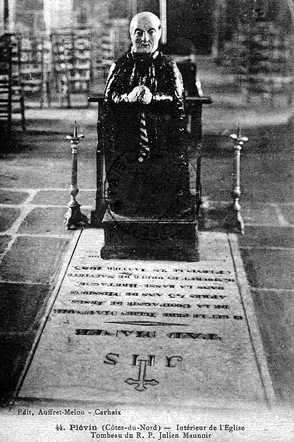
Sepulcro de Julien Maunoir en Plévin

En 1681 y 1682, ya tuvo que reducir sus jornadas a 6 al año, pues ya no podía trabajar tanto. Estaba a punto de iniciar otra misión en Scrignac, cuando se sintió morir. Fue trasladado por sus compañeros sacerdotes a Plévin, Bretaña  donde murió unas semanas más tarde, el 28 de enero de 1683 a los 76 años. Fue enterrado en el terreno de la iglesia parroquial ante la insistencia de su pueblo, ya que el obispo quería enterrarlo en la catedral. Escribió varios libros relacionados con la espiritualidad.

## Reconocimientos.
Fue beatificado por el Papa Pío XII el 20 de mayo de 1951, sumándose a los santos bretones como San Juan Eudes de Normandía, San Pedro Fourrier de Lorena, Jeremías Lejeune de Limousin, Languedoc y la Provenza, San Juan Francisco de Regis en Velai.   

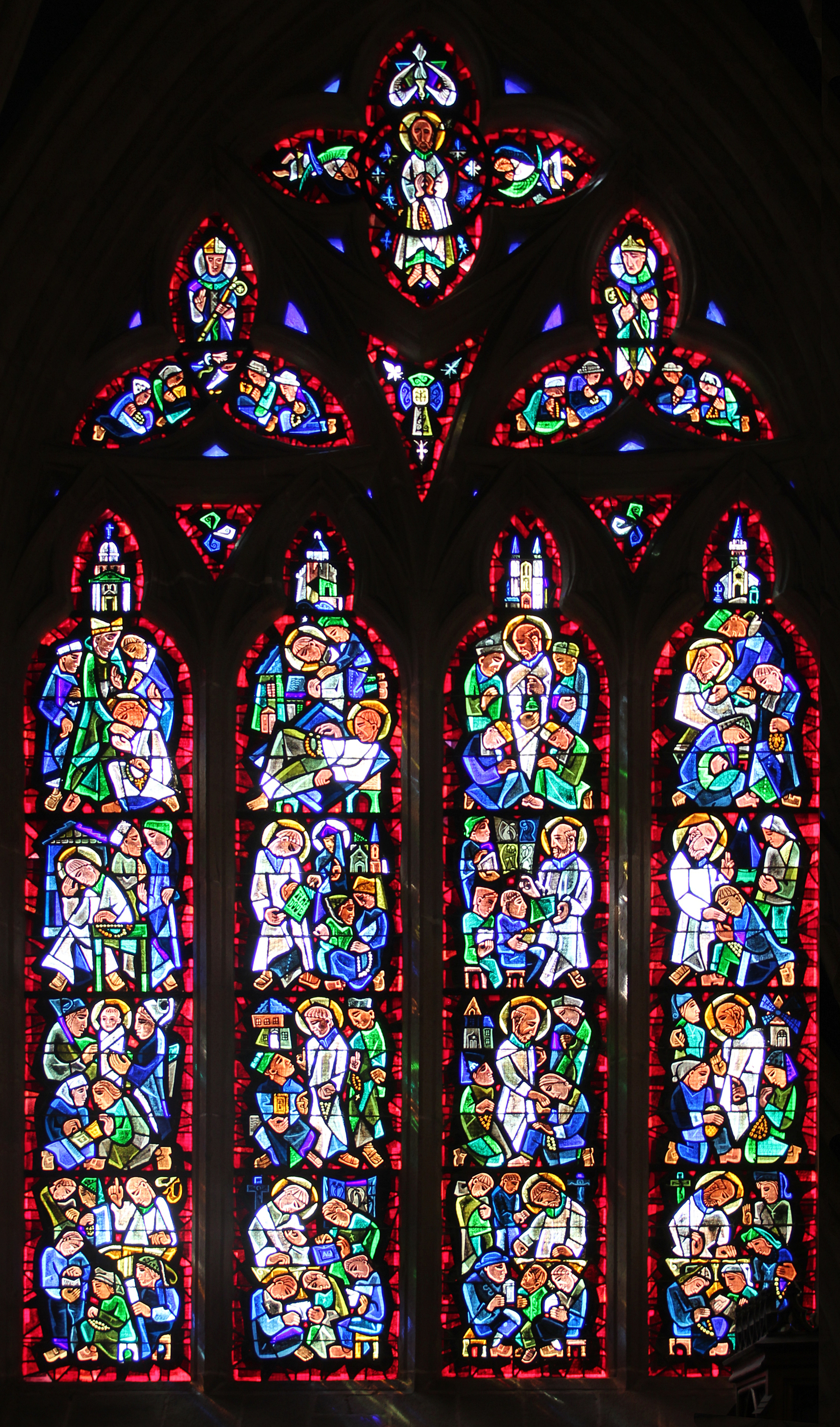
Vitral de la Catedral de Quimper. Michel Le Nobletz y Julien Maunoir

Una ventana de la catedral de Quimper representa a Michel Le Nobletz presentando a Julien Maunoir a Renė du Louët, obispo de Cornouaille, erigido como homenaje al obispo du Louët, reconociendo la importancia de Le Nobletz y Maunoir como misioneros bretones.
Una imagen del padre Maunoir fue pintado en la catedral Saint Corentin con el título “El padre Julien Maunoir obtuvo milagrosamente el don de la lengua bretona".
Ha sido nombrado por diversas personalidades como “El apóstol de la Bretaña”, o “Buen padre”. 
Varios libros han sido escritos en su honor.